# Juno II

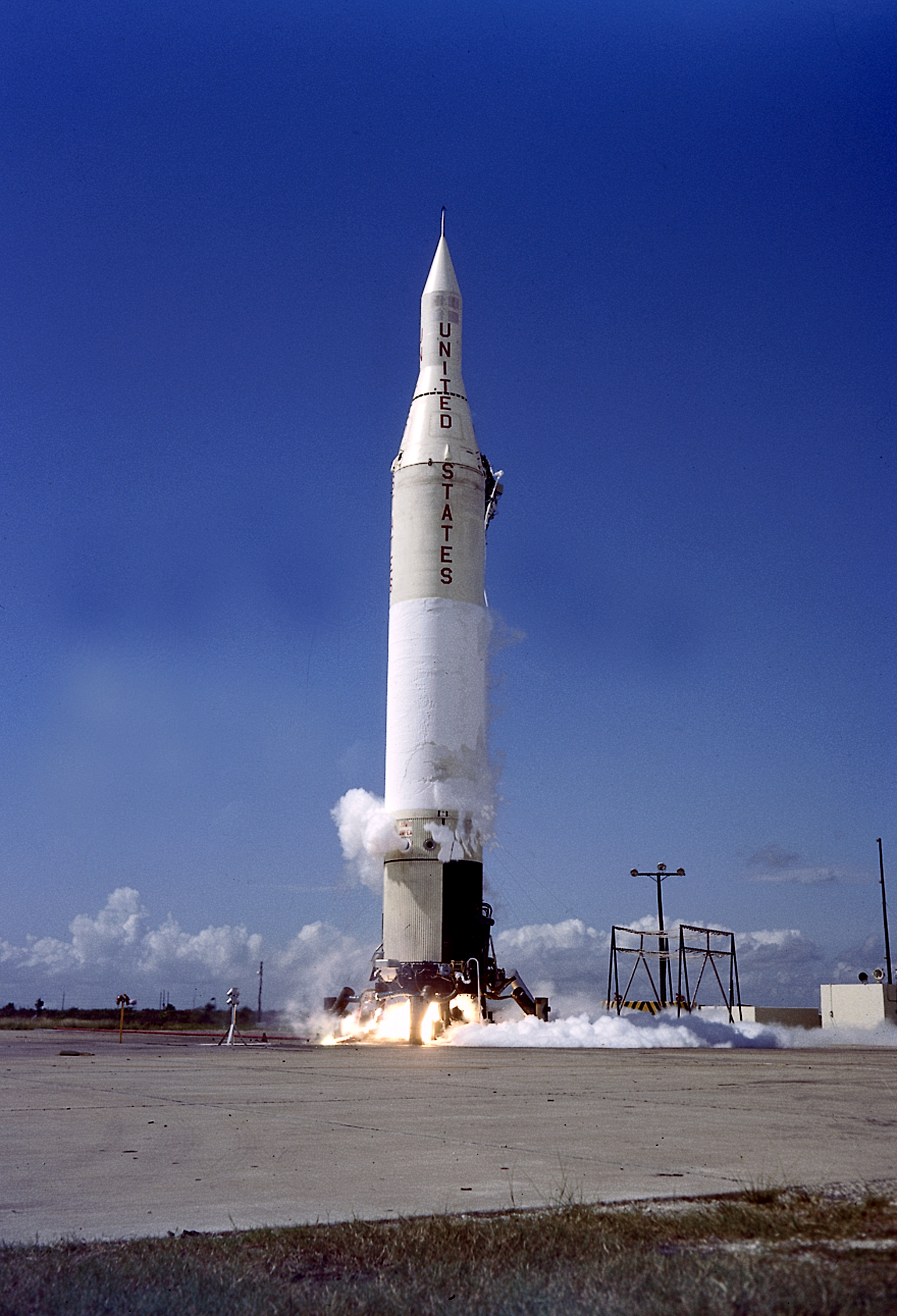
Juno-II-Rakete beim Start in Cape Canaveral

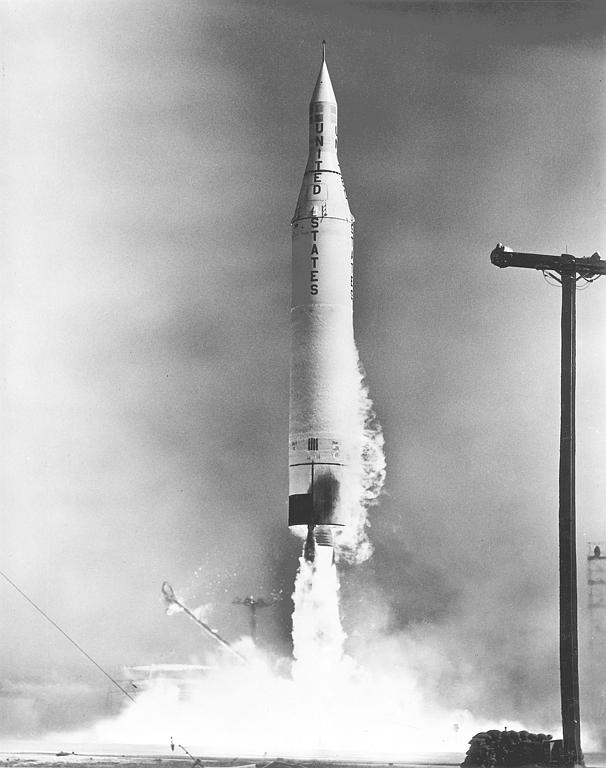
Juno II startet am 27. April 1961 mit Explorer 11

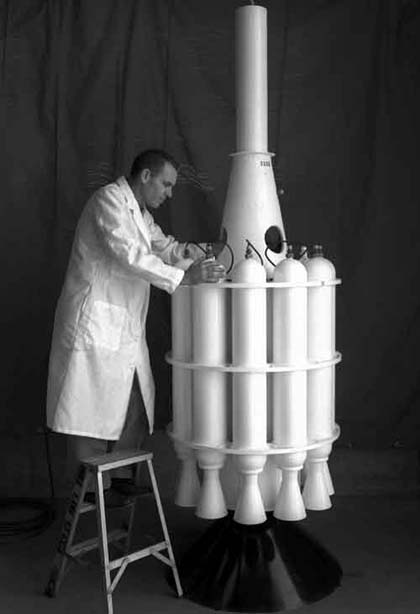
Oberstufen der Juno-II-Rakete

Die Juno-II-Rakete ging aus der Mittelstreckenrakete PGM-19 Jupiter hervor. Diese bildete die Grundstufe der Juno II und war zu diesem Zweck um 0,91 m verlängert worden. Als Triebwerk kam ein kardanisch aufgehängtes Rocketdyne S-3D zum Einsatz, welches später nur gering modifiziert auch in der Thor zum Einsatz kam. Auf der Erststufe befanden sich zwei oder drei Sergeant-Feststoffoberstufen, die bereits in der Juno I Verwendung fanden. Diese wurden nach dem Ausbrennen der Erststufe (182 s nach dem Start) per Radioimpuls vom Kontrollzentrum aus gezündet, was durch eine Funkstörung zum Verlust von Explorer S-46 führte. Die Variante mit nur zwei Oberstufen wurde nur einmal zum erfolglosen Start des Beacon-2-Satelliten verwendet.
Die Juno II wurde in den Jahren 1958 bis 1961 ausschließlich von Cape Canaveral aus gestartet. Von insgesamt zehn Starts waren nur vier erfolgreich.
Raketen dieses Typs transportierten zwei Pioneer-Mondsonden (ein Fehlstart wegen vorzeitigen Brennschlusses der ersten Stufe), sieben Explorer-Satelliten (vier Fehlstarts) und einen Beacon-Satelliten (Fehlstart).
Die Juno II konnte 41 kg auf eine niedrige Erdumlaufbahn oder 6 kg auf eine interplanetare Bahn befördern.
Aufgrund ihrer geringen Leistung fand keine weitere Entwicklung dieses Raketentyps statt.

## Technische Daten
| Länge            | 23,85 m                              |
| Durchmesser      | 2,67 m                               |
| Startmasse       | 55,0 t                               |
| Stufen           | 4                                    |
| 1. Stufe         |                                      |
| Triebwerk        | North American Rocketdyne LR-79-NA-9 |
| Startschub       | 667,2 kN                             |
| Treibstoff       | Kerosin und LOX                      |
| Brenndauer       | 182 s                                |
| Start-/Leermasse | 54,43 / 4,53 t                       |
| Länge            | 18,38 m                              |
| Durchmesser      | 2,67 m                               |
| 2. Stufe         |                                      |
| Triebwerk        | 11 Thiokol Baby-Sergeant             |
| Schub            | 73,4 kN                              |
| Treibstoff       | TPH                                  |
| Start-/Leermasse | 327/90 kg                            |
| Brenndauer       | 6,5 s                                |
| Länge            | 1,07 m                               |
| Durchmesser      | 1,22 m                               |
| 3. Stufe         |                                      |
| Triebwerk        | 3 Thiokol Baby-Sergeant              |
| Schub            | 24,0 kN                              |
| Treibstoff       | TPH                                  |
| Start-/Leermasse | 94/28 kg                             |
| Brenndauer       | 6,5 s                                |
| Länge            | 1,07 m                               |
| Durchmesser      | 1,22 m                               |
| 4. Stufe         |                                      |
| Triebwerk        | 1 Thiokol Baby-Sergeant              |
| Schub            | 8,0 kN                               |
| Treibstoff       | TPH                                  |
| Start-/Leermasse | 27/5 kg                              |
| Brenndauer       | 6,5 s                                |
| Länge            | 1,07 m                               |
| Durchmesser      | 1,22 m                               |

## Startliste
Dies ist eine vollständige Startliste der Juno-II-Rakete.
| Lfd. Nr. | Datum (UTC)      | Ser.-Nr. | Stufen | Startplatz | Nutzlast              | Art der Nutzlast                     | Nutzlast in kg (brutto 1) | Orbit 2                                                                        | Anmerkungen                                                                                      |
| -------- | ---------------- | -------- | ------ | ---------- | --------------------- | ------------------------------------ | ------------------------- | ------------------------------------------------------------------------------ | ------------------------------------------------------------------------------------------------ |
| 1        | 6. Dezember 1958 | AM-11    | 4      | CC LC-5    | Pioneer 3             | Sonde zum Vorbeiflug am Mond         | 5,9 kg                    | Steigt auf 102.200 km Höhe, bevor sie zurückfällt und nach 38 Stunden verglüht | Teilerfolg Erste Stufe schaltete sich zu früh ab.                                                |
| 2        | 3. März 1959     | AM-14    | 4      | CC LC-5    | Pioneer 4             | Sonde zum Vorbeiflug am Mond         | 5,9 kg                    | Heliozentrisch                                                                 | Erfolg                                                                                           |
| 3        | 16. Juli 1959    | AM-16    | 4      | CC LC-5    | Explorer S-1          | Forschungssatellit                   | 42 kg                     | geplant: LEO                                                                   | Fehlschlag Kontrollverlust über die Rakete nach circa 5 Sekunden.                                |
| 4        | 14. August 1959  | AM-19B   | 3      | CC LC-26B  | Beacon 2              | Ballonsatellit                       | 5 kg                      | geplant: LEO                                                                   | Fehlschlag Erste Stufe schaltete sich zu früh ab. Keine Kontrolle über die oberen Stufen.        |
| 5        | 13. Oktober 1959 | AM-19A   | 4      | CC LC-5    | Explorer 7 (S-1a)     | Forschungen zur kosmischen Strahlung | 42 kg                     | LEO                                                                            | Erfolg                                                                                           |
| 6        | 23. März 1960    | AM-19C   | 4      | CC LC-26B  | Explorer (8) (S-46)   | Erforschung der Strahlungsgürtel     | 16 kg?                    | geplant: LEO                                                                   | Fehlschlag Defekt in zweiter Stufe. Dritte Stufe zündete nicht, Kontaktverlust zur Bodenstation. |
| 7        | 3. November 1960 | AM-19D   | 4      | CC LC-26B  | Explorer 8 (S-30)     | Ionosphärenforschung                 | 41 kg                     | LEO                                                                            | Erfolg                                                                                           |
| 8        | 25. Februar 1961 | AM-19F   | 4      | CC LC-26B  | Explorer (10) (S-45)  | Ionosphärenforschung                 | 34 kg                     | geplant: LEO                                                                   | Fehlschlag Dritte Stufe zündete nicht.                                                           |
| 9        | 27. April 1961   | AM-19E   | 4      | CC LC-26B  | Explorer 11 (S-15)    | Gammastrahlenforschung               | 37 kg                     | LEO                                                                            | Erfolg                                                                                           |
| 10       | 24. Mai 1961     | AM-19G   | 4      | CC LC-26B  | Explorer (12) (S-45a) | Ionosphärenforschung                 | 34 kg                     | geplant: LEO                                                                   | Fehlschlag Zweite Stufe zündete nicht.                                                           |